# Hesperisternia
Hesperisternia là một chi ốc biển, là động vật thân mềm chân bụng sống ở biển trong họ Buccinidae.

## Các loài
Các loài trong chi Hesperisternia gồm có:
- Hesperisternia harasewychi (Petuch, 1987)[2]
- Hesperisternia itzamnai Watters, 2009[3]
- Hesperisternia karinae (Usticke, 1959)[4]
- Hesperisternia multangulus (Philippi, 1848)[5]